# Sinistra - Movimento Verde
Sinistra - Movimento Verde (in islandese Vinstrihreyfingin - grænt framboð, abbreviato Vinstri Græn, in sigla VG) è un partito politico islandese di sinistra, d'ispirazione socialista democratica, ecosocialista e femminista.

## Storia e ideologia

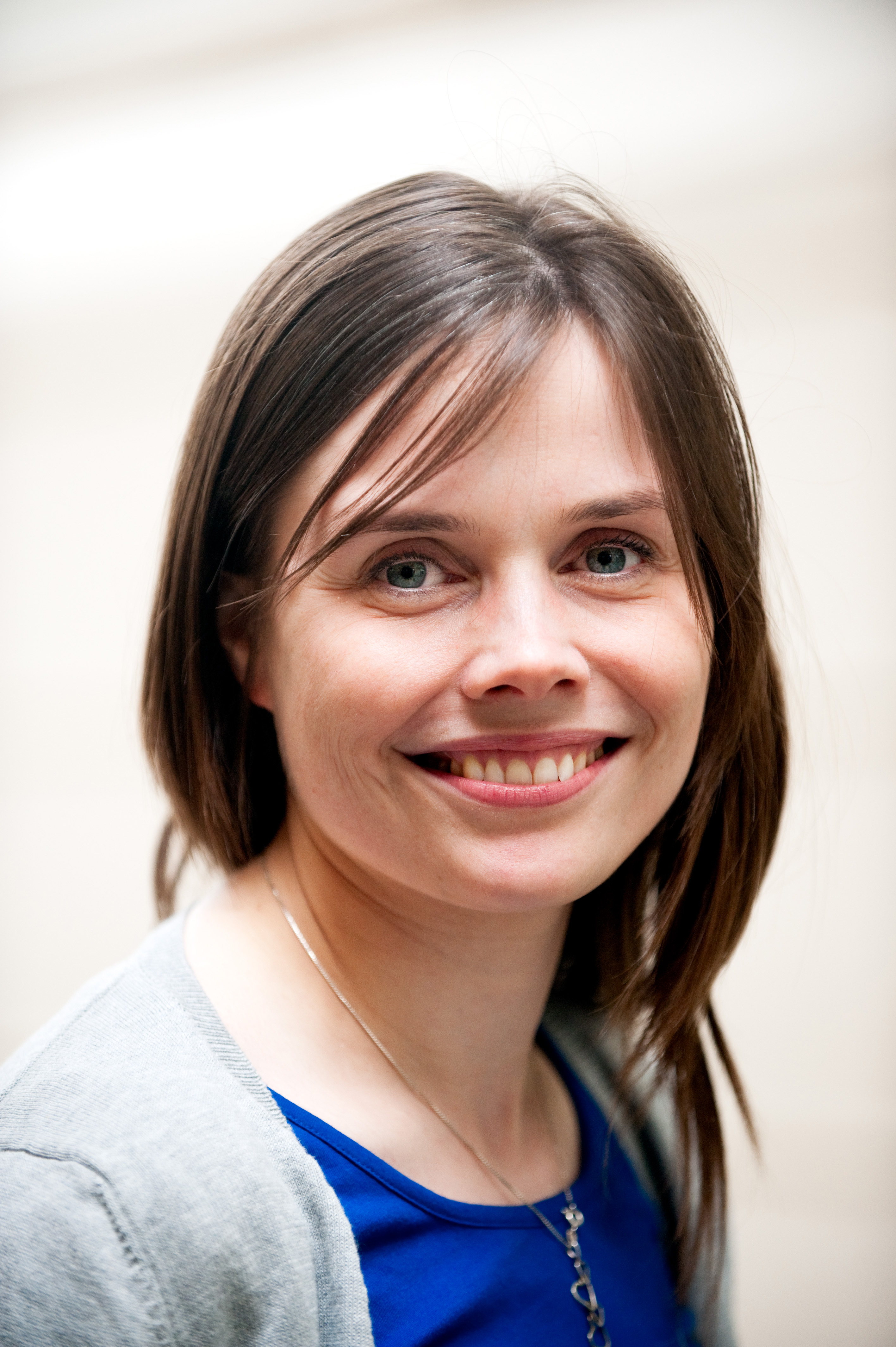
Katrín Jakobsdóttir, presidente del partito.

Fu fondato nel 1999 da alcuni deputati dell'Alþingi che non approvavano l'unione pianificata tra i partiti di sinistra islandesi che portarono alla formazione dell'Alleanza Socialdemocratica (Samfylkingin). La Sinistra - Movimento Verde si concentrò su valori socialisti, sul femminismo e l'ambientalismo, come anche sulla democrazia e sull'impegno diretto delle persone nell'amministrazione della nazione. Il partito si oppose al coinvolgimento dell'Islanda nella NATO e fu contro l'invasione e l'occupazione statunitense dell'Iraq e dell'Afghanistan. Il partito rifiuta l'adesione dell'Islanda all'Unione europea e sostiene la causa palestinese nel Medio Oriente; sostiene anche l'integrazione degli immigrati nella società islandese.
La Sinistra - Movimento Verde fa parte dell'Alleanza della Sinistra Verde Nordica.
Il partito conta circa 3 000 membri. La presidente è Katrín Jakobsdóttir, il vice presidente Björn Valur Gíslason e il segretario generale Björg Eva Erlendsdóttir.
Alle elezioni del 1999, la Sinistra - Movimento Verde ottenne il 9,1% dei voti, e sei seggi all'Alþingi. Dopo le elezioni del 2003 poté contare solo su cinque deputati, dopo aver ottenuto l'8,8% dei voti. Con le elezioni del 2007, la percentuale dei voti salì al 14,3%, corrispondenti a nove seggi in Parlamento.
Nel 2009, la Sinistra - Movimento Verde si è unita all'Alleanza Socialdemocratica come alleato minore in un governo di coalizione presieduto da Jóhanna Sigurðardóttir, dopo la caduta del governo di centrodestra di Geir Hilmar Haarde.
Il 30 novembre 2017 il capo del partito Katrín Jakobsdóttir diventa il nuovo Primo Ministro dell'Islanda.

## Elezioni
| Elezioni | Voti   | %     | Seggi   | Posizione |
| -------- | ------ | ----- | ------- | --------- |
| 1999     | 15.115 | 9,1%  | 6 / 63  | 4°        |
| 2003     | 16.129 | 8,8%  | 5 / 63  | 4°        |
| 2007     | 26.136 | 14,3% | 9 / 63  | 3°        |
| 2009     | 40.580 | 21,7% | 14 / 63 | 3°        |
| 2013     | 20.546 | 10,8% | 7 / 63  | 4°        |
| 2016     | 30.166 | 15,9% | 10 / 63 | 2°        |
| 2017     | 33.155 | 16,9% | 11 / 63 | 2°        |